# Polskie pociągi pancerne w Wielkiej Brytanii

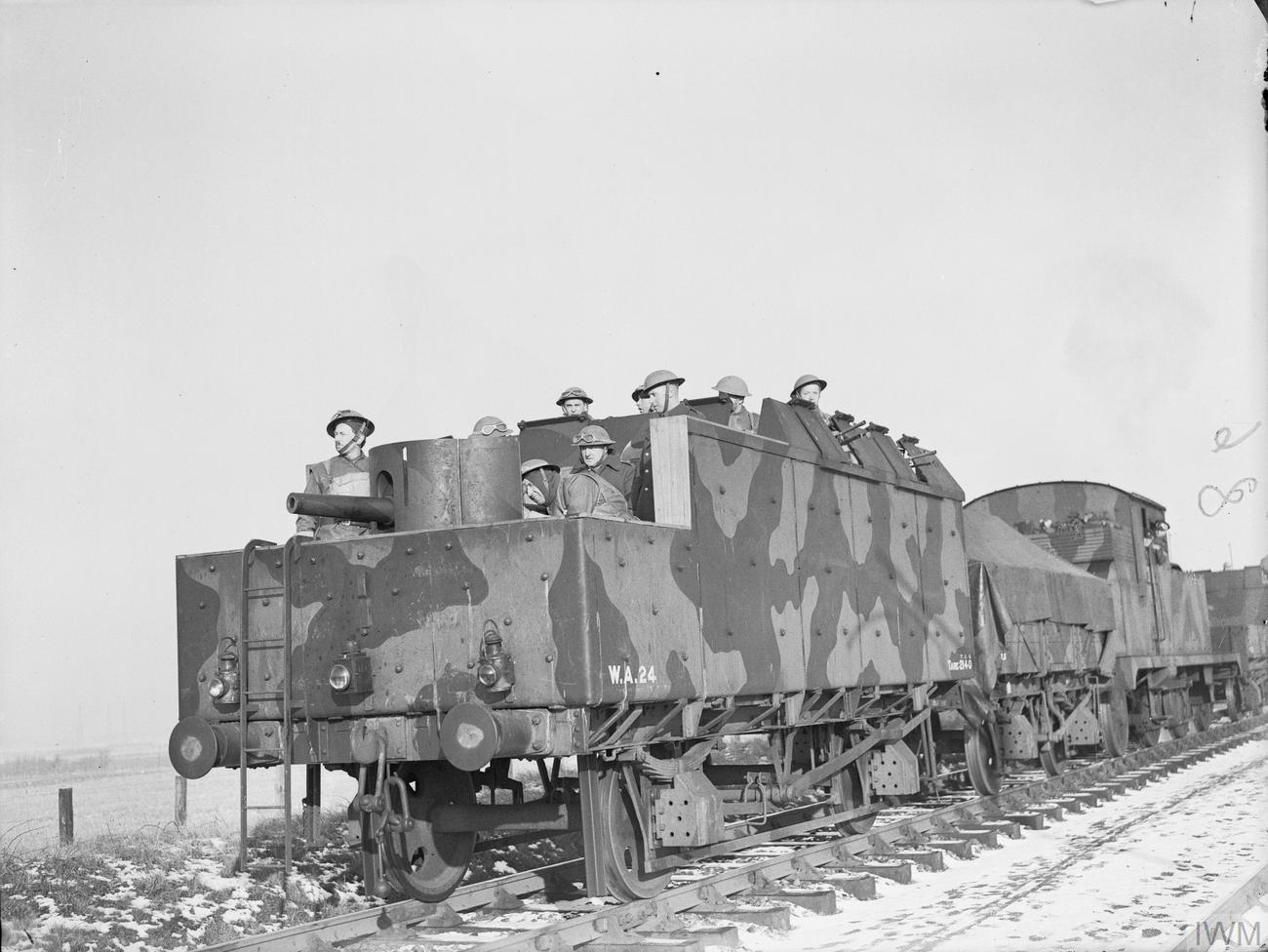
Jeden z polskich pociągów pancernych w Wielkiej Brytanii

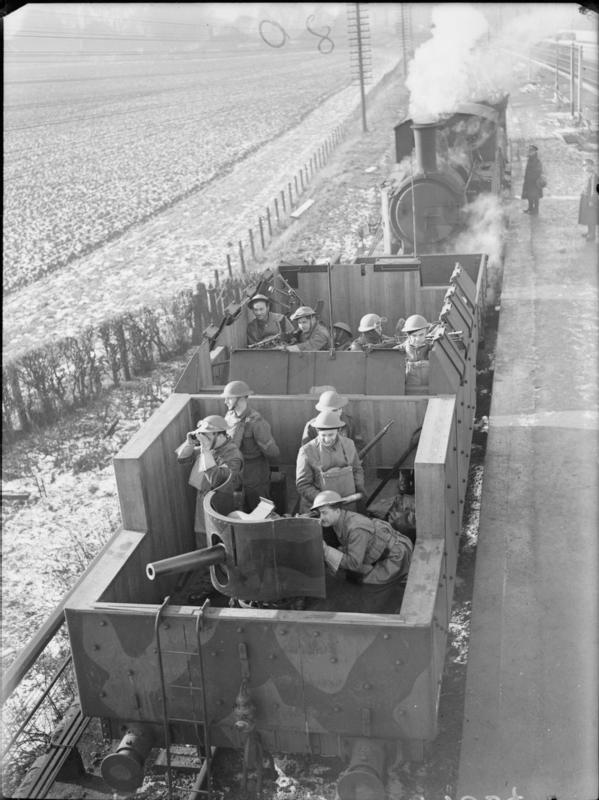
Wagon bojowy polskiego pociągu pancernego w Wielkiej Brytanii

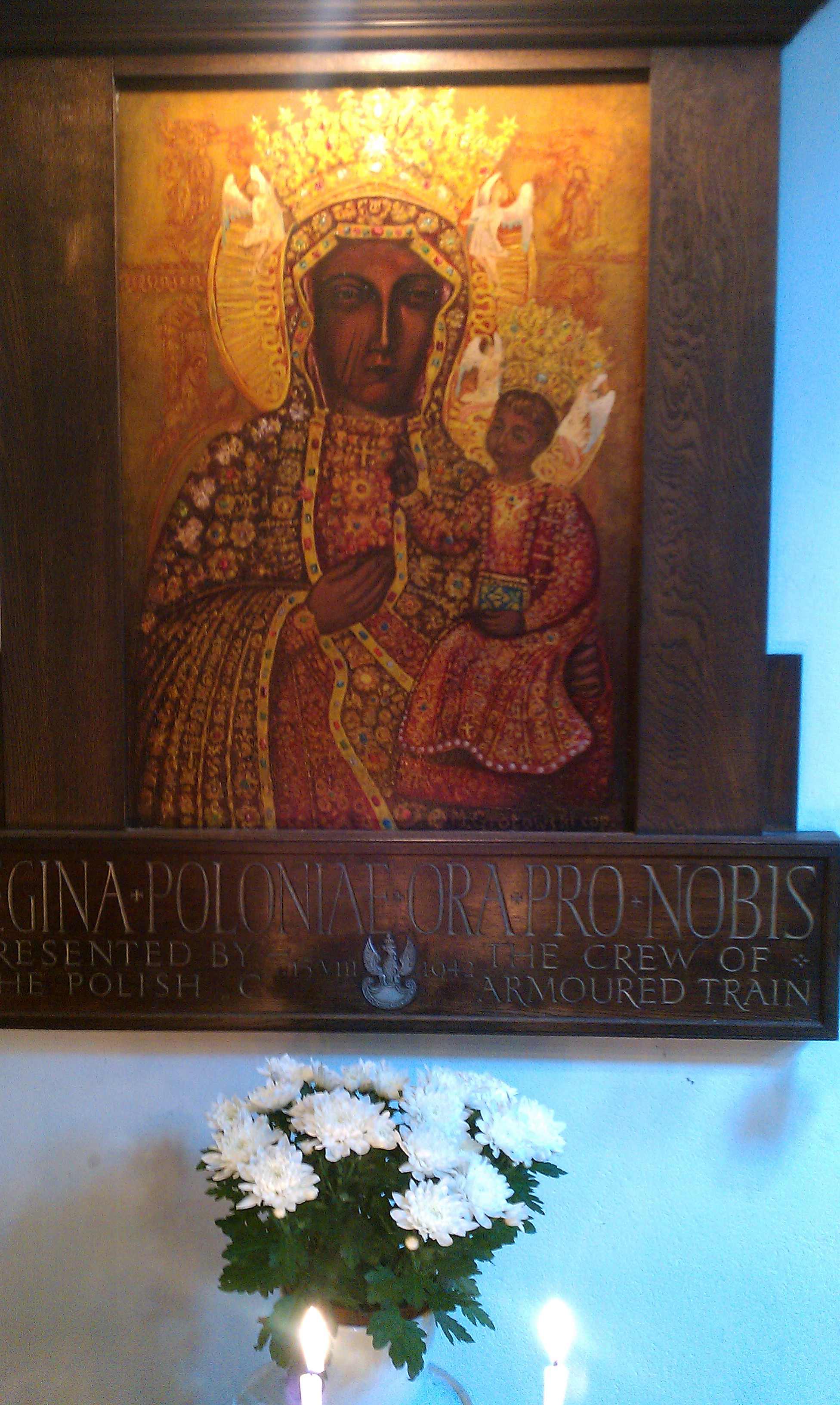
Wizerunek Matki Boskiej Częstochowskiej w kościele świętego Pankracego w Ipswich ufundowany przez załogę polskiego pociągu pancernego „C” stacjonującego w Wielkiej Brytanii

Polskie pociągi pancerne w Wielkiej Brytanii – oddziały broni pancernych Polskich Sił Zbrojnych w Wielkiej Brytanii.

## Geneza
W przewidywaniu inwazji niemieckiej na przełomie 1940 i 1941 roku brytyjskie władze wojskowe zaczęły uzbrajać pociągi jako jeden ze środków walki przeciwdesantowej w obronie Wysp Brytyjskich. Wobec dużego zapotrzebowania na żołnierzy dla organizujących się oddziałów brytyjskich, zaproponowano pozostającym na odpoczynku po kampanii francuskiej (maj-czerwiec 1940 roku) oddziałom polskim objęcie służby w pociągach pancernych.
17 września 1940 roku generał Władysław Sikorski wydał rozkaz o formowaniu dwunastu załóg pociągów pancernych. Ich skład rekrutować się miał z nadwyżek oficerów I Korpusu Strzeleckiego. Formowanie pociągów miało zapobiec narastającej frustracji w korpusie oficerskim i stworzyć namiastkę „jednostek liniowych” dysponujących sprzętem bojowym. Zaciąg do pociągów pancernych był ochotniczy i dotyczył oficerów którzy wyrazili zgodę do służby na stanowiskach przewidzianych dla szeregowych (na czas służby zakrywano pagony z oznakami stopni wojskowych). Przyszłe załogi szkolono w Broughton w zakresie obsługi broni i układaniu torów.
W październiku 1940 roku sformowany został IV Dywizjon, jego dowódcą mianowano pułkownika dyplomowanego Alexandrowicza. Trzy pociągi: nr 10, 11 i 12 zostały obsadzone przez polskie załogi. W połowie 1941 roku pociągi otrzymały nowe oznaczenia literowe: „K”, „L” i „J”. W listopadzie sformowano I Dywizjon pod dowództwem pułkownika Leonarda Michalskiego. Stanowiły go pociągi: „C”, „G” i „E”. W styczniu 1941 roku powstał III Dywizjon pod dowództwem pułkownika dyplomowanego Józefa Kapciuka z pociągami: „B”, „M” i „H”, a następnie I Dywizjon podpułkownika dyplomowanego Andrzeja Zbijewskiego z pociągami „A”, „D” i „F”. Zadaniem pociągów pancernych było patrolowanie torów kolejowych i zwalczanie przewidywanych desantów powietrznych oraz wsparcie ogniowe w wypadku niemieckiego desantu morskiego. Pełniły one służbę patrolową głównie w nocy i nad ranem.
Polskie pociągi pancerne w Wielkiej Brytanii nawiązywały tradycjami do obsadzonych Polakami pociągów pancernych Nr 1 i Nr 2 działających na Murmaniu, które wspierały oddziały francusko-brytyjsko-polskie w walkach i potyczkach o stację Obozierskaja podczas wojny domowej w Rosji (1917–1922).
Pod koniec 1941 roku Inspektorat Pociągów Pancernych opracował plan szkolenia pancernego oficerów. Szkolenie podzielono na trzy etapy: kurs podstawowy (samochodowy), specjalistyczny oraz staże i praktyki. W związku z rozbudową polskich jednostek motorowych już w końcu 1941 roku rozpoczęto przygotowania do stopniowej likwidacji pociągów. 10 kwietnia 1942 roku została zarządzona likwidacja 3 i 4 dyonów. Wiosną przekazano Brytyjczykom pociągi obu dywizjonów. I i II dywizjon rozpoczęto likwidować w marcu 1943 roku. W lipcu zlikwidowano ostatni pociąg – Pociąg Pancerny „D”. Ogółem służbę w pociągach pancernych odbyło ponad 550 polskich oficerów.

## Skład pociągu
Etat pociągu pancernego przewidywał jedno stanowisko oficerskie, siedem podoficerskich i 47 dla szeregowych. Załogi pociągów stanowili oficerowie różnych rodzajów broni, przeważnie jednak piechoty. Załogi dwóch pociągów pancernych składały się wyłącznie z oficerów kawalerii. Oficerów broni pancernej było w nich zaledwie kilku.
W skład pociągu wchodziła lokomotywa, dwie lory (jedna amunicyjna, druga do przewożenia szyn, podkładów i narzędzi) oraz dwa, przebudowane z węglarek, wagony bojowe. Ściany wagonu bojowego wykonane były z betonu o grubości około stu milimetrów, który wlano pomiędzy trzymilimetrowe płyty. Wagon składał się z dwóch części. Pierwszą stanowiło stanowisko działa Hotchkiss kalibru 57 milimetrów. W części drugiej znajdowały się stanowiska strzeleckie dla dwóch karabinów maszynowych Bren.
Lokomotywy były dzierżawione przez War Office od prywatnych przewoźników. Znajdowała się w nich obsługa brytyjska.
Z upływem czasu Polacy dokonali szeregu modyfikacji. W 1941 roku zwiększono liczbę karabinów maszynowych do trzech i opracowano specjalną podstawę na dwa sprzężone breny, przystosowane do ognia przeciwlotniczego. Na wniosek Inspektora Pociągów Pancernych pułkownika Leonarda Michalskiego Brytyjczycy przydzielili pociągom po dwa motocykle, wyposażyli je w aparaty telefoniczne i radiostacje, a na przełomie lat 1942–1943 do pociągów przydzielono samochody pancerne, czołgi i transportery gąsienicowe. Umożliwiło to przeszkolenie dużej liczby oficerów w obsłudze sprzętu pancernego.

### Organizacja i obsada personalna pociągów
Pociągi podlegały taktycznie dowództwu korpusów brytyjskich. Tylko IV dywizjon podlegał stacjonującemu w Szkocji polskiemu I Korpusowi. Pod względem organizacyjnym i personalnym przełożonym pociągów był generał do zleceń Naczelnego Wodza, generał brygady Janusz Głuchowski. 4 lutego 1942 roku pociągi pancerne zostały podporządkowane szefowi Sztabu Naczelnego Wodza. W końcu 1941 roku utworzono stanowisko Inspektora Pociągów Pancernych. Siedzibą Inspektoratu był Hotel Rubens w Londynie.
Na przełomie 1941/1942:
Inspektorat Pociągów Pancernych w Londynie
- inspektor pociągów pancernych – płk kaw. Leonard Michalski
- oficer sztabu – mjr dypl. art. Antoni Minkiewicz

I Dywizjon Pociągów Pancernych w Brentwood, Essex
- dowódca dywizjonu – płk dypl. łącz. inż. Stefan Rotarski
- zastępca dowódcy – płk dypl. Władysław Niewiarowski
- II zastępca dowódcy – mjr br. panc. Franciszek Szystowski (stacjonował w Hotelu Rubens)
- dowódca Pociągu Pancernego „C” – mjr Stanisław Ingolt (stacjonował w Ipswich, Suffolk)
- dowódca Pociągu Pancernego „D” – ppłk Koziejowski[a] (stacjonował w Manningtree, Essex)
- dowódca Pociągu Pancernego „E” – mjr piech. Wacław Dobkiewicz (stacjonował w Ashford, Kent)
- dowódca Pociągu Pancernego „G” – mjr kaw. Jerzy Florkowski (stacjonował w Heacham, Norfolk)

II Dywizjon Pociągów Pancernych w Exeter, Devon
- dowódca dywizjonu – ppłk dypl. Andrzej Zbijewski
- zastępca dowódcy – ppłk piech. Marceli Kotarba
- oficer łączności – kpt. łącz. inż. Franciszek Czarniecki
- dowódca Pociągu Pancernego „A” – mjr piech. Stanisław Justyn Paczosa (St Austell, Kornwalia)
- dowódca Pociągu Pancernego „F” – mjr piech. Tadeusz Ochęduszko (Barnstaple, Devon)

III Dywizjon Pociągów Pancernych (eks-Dyon „P”) Market Weighton (od 7 lipca 1941 roku w Yorku)
- dowódca dywizjonu – płk dypl. art. Józef Kapciuk
- zastępca dowódcy – ppłk piech. Franciszek Jerzy Głowacki
- adiutant – kpt. br. panc. Piotr Piątkowski
- oficer łączności – kpt. łącz. Dariusz Tarnowski
- oficer techniczny – kpt. sap. rez. Teofil Knapik
- oficer motocyklowy – ppor. art. Zbigniew Holowej
- oficer materiałowy – kpt. piech. rez. Jan Tatarkiewicz
- oficer transportowy – ppor. armii bryt. R.E. Rogers
- dowódca Pociągu Pancernego „B” (eks-Nr 7) – mjr art. Antoni Świerzy
- dowódca Pociągu Pancernego „M” (eks-Nr 8) – mjr piech. Czesław Kaptur (Spalding)
- dowódca Pociągu Pancernego „H” (eks-Nr 9) – mjr piech. Aleksander Nowaczyński, a następnie mjr art. Zygmunt Gużewski (Canterbury, Kent → 13 listopada 1941 roku do I dyonu)

IV Dywizjon Pociągów Pancernych w Perth
- dowódca dywizjonu – płk art. Aleksander Batory
- zastępca dowódcy – ppłk piech. Stanisław Szyłeyko
- dowódca Pociągu Pancernego „J” – mjr kaw. Jan Skawiński (Stirling)
- dowódca Pociągu Pancernego „K” – mjr piech. Henryk Gustaw Bauer (Longniddry)
- dowódca Pociągu Pancernego „L” – ppłk art. Stanisław Wilhelm Hackel (Aberdeen)

## Odznaka pamiątkowa

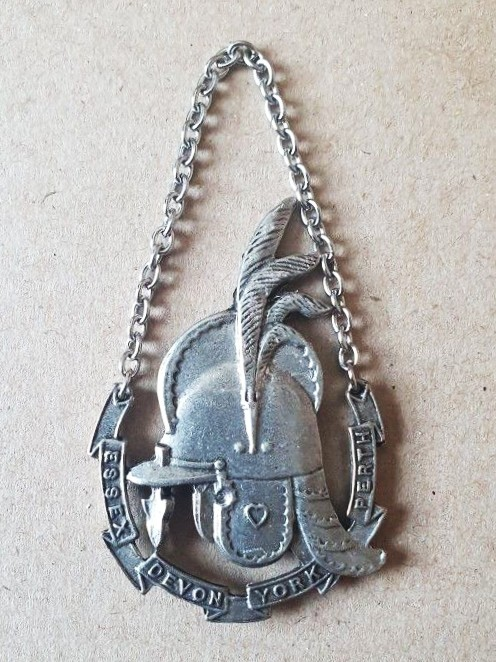
Odznaka pamiątkowa załóg pociągów pancernych

Zatwierdzona Dziennikiem Rozkazów Nr 4/41 z 21 października 1941 roku odznaka pamiątkowa pociągów pancernych w Wielkiej Brytanii przedstawia szyszak husarski z pióropuszem okolony od dołu wstęgą. Na załamaniach wstęgi napis: Essex – Devon – York – Perth. Odznaka noszona na łańcuszku po lewej stronie munduru. Tłoczona z blachy brązowej oksydowanej.
Wymiary: 58 × 42 mm. Autorem projektu odznaki był mjr dypl. art. Stanisław Bohrynowski, a wykonawcą Spink and Son w Londynie.